# خثية خضراء
الخثية الخضراء (الاسم العلمي Bryopsidaceae)، فصيلة نباتات من الطحالب الخضراء ورتبة الخثيات الخضر.